# Kněžičky
Kněžičky település Csehországban, a Nymburki járásban. Kněžičky Lovčice, Žehuň, Dlouhopolsko, Běrunice és Hradčany településekkel határos. Lakosainak száma 192 fő (2024. január 1.).

## Népesség
A település lakosságának változását az alábbi diagram mutatja:
| Lakosok száma | 410  | 437  | 456  | 306  | 235  | 188  | 181  | 168  | 170  | 192  |
|               | 1869 | 1900 | 1921 | 1961 | 1980 | 2011 | 2016 | 2019 | 2021 | 2024 |